# Prince & Princess
«Prince & Princess» —en español: «Príncipe y Princesa»— es el tercer sencillo de la banda Versailles, lanzado el 10 de diciembre de 2008 en seis versiones diferentes, cinco limitadas, cada una con la imagen de un miembro de la banda en la cubierta y una edición regular, con una imagen de todo el grupo y como pista adicional la canción instrumental «Silent Knight». La versión de «Prince» es levemente diferente a la versión distribuida gratuitamente a través de la página oficial del grupo y después agregada en la reedición del álbum Noble. La canción «Princess» fue reeditada para formar parte del segundo álbum de estudio de la banda Jubilee, con el nombre «Princess -Revival of Church-».
Alcanzó el número # 16 en el ranking del Oricon Style Singles Weekly Chart.

## Lista de canciones
| Edición Regular (CD) |                 |        |                 |          |  |
| N.º                  | Título          | Letras | Música          | Duración |  |
| 1.                   | «Prince»        | Kamijo | Kamijo & Hizaki | 5:28     |  |
| 2.                   | «Princess»      | Kamijo | Hizaki          | 8:24     |  |
| 3.                   | «Silent Knight» |        | Hizaki          | 6:01     |  |

| Ediciones Limitadas (CD) |            |        |                 |          |  |
| N.º                      | Título     | Letras | Música          | Duración |  |
| 1.                       | «Prince»   | Kamijo | Kamijo & Hizaki | 5:28     |  |
| 2.                       | «Princess» | Kamijo | Hizaki          | 8:24     |  |